# Sergio de Capadocia
San Sergio de Capadocia (o San Sergio de Cesarea) (f. Cesarea de Capadocia, 304) fue un monje y mártir durante la persecución de Diocleciano.

## Leyenda y milagro
Poco se sabe de su auténtica vida. La tradición narrada posteriormente sobre su martirio, dice que anualmente se celebraban en Cesarea unas fiestas en honor a Júpiter. En el 304 llegó desde Roma un nuevo gobernador de Armenia y Capadocia, Sapricio. El emperador Diocleciano le había encargado la persecución de los cristianos de Capadocia, cada vez más numerosos.
Sergio, un anciano que se había convertido al cristianismo para llevar una vida de eremita, se acercó al gobernador Sapricio y le acusó de que estuviera rindiendo homenaje a aquellos dioses. Entonces, Sergio rezó una plegaria y, al instante, las imágenes romanas se agrietaron y los fuegos de los sacrificios se apagaron milagrosamente. Sapricio, creyendo que Sergio había ofendido a los dioses, le arrestó y después de juzgarlo, lo condenó a muerte. Lo torturaron y lo decapitaron. 
Se dice que los cristianos recogieron su cuerpo y lo enterraron en una casa piadosa. Una leyenda muy posterior narra que el cuerpo fue trasladado a Badalona (a Baetulo); en algunos santorales se ha confundido este nombre con el de Betula, nombre antiguo de la ciudad andaluza de Úbeda (Jaén), por la cual cosa a menudo se encuentra erróneamente esta ciudad relacionada con el santo.